# Typ C (Straßenbahn Timișoara)
Als Typ C wurde eine 14 Fahrzeuge umfassende Serie zweiachsiger Beiwagen der Straßenbahn Timișoara in Rumänien bezeichnet. Die normalspurigen Wagen mit Holzaufbau entstanden in Eigenregie des örtlichen Verkehrsbetriebs, damals noch Tramvaiele Comunale Timișoara (T.C.T.) genannt.

## Geschichte
Als Ersatz für die verschlissenen Beiwagen vom Typ A – die ihrerseits aus den Weitzer-Triebwagen von 1989/1899 entstanden, die in den Jahren 1919 bis 1921 demotorisiert wurden – stellte die T.C.T. in den Jahren 1922 bis 1926 die hier behandelten Fahrzeuge her:  
| 1922: | 4, 8 und 11       |
| 1923: | 17, 64, 65 und 66 |
| 1924: | 67, 68 und 69     |
| 1925: | 70 und 71         |
| 1926: | 72 und 73         |

Nach den Wagen 01 bis 03 aus der Zeit des Ersten Weltkriegs, den A-Wagen und den beiden Wagen des Typs AII von 1921, war die hier behandelte Baureihe der vierte Beiwagentyp, welcher bei der Straßenbahn Timișoara im Eigen(um)bau entstand. De facto handelte es sich um Nachbauten der Weitzer-Triebwagen von 1898/1899, weshalb die C-Wagen ebenfalls noch über offene Plattformen sowie Laternendächer verfügten. Bei den C-Wagen wurden dabei erstmals bei der Straßenbahn Timișoara Wagennummern in Zweitbesetzung vergeben. Dies betraf die Nummern 4, 8, 11 und 17, welche zuvor bereits durch A-Wagen belegt waren. In den Jahren 1928 und 1929 entstanden schließlich noch vier weitere Wagen der Nachfolgebaureihe CII, die aber bereits geschlossene Plattformen – wenn auch mit offenen Einstiegen – aufwiesen.

## Einsatz
Die C-Beiwagen kamen – gemischt mit den Wagen der Typen A, AII und CII – auf allen Linien zum Einsatz. Hierbei wurden ihnen alle damals vorhandenen zweiachsigen Triebwagen vorgespannt. Dies waren die Baureihen B (von Beginn an), D (von Beginn an), DII (von Beginn an), F (ab 1925) und FII (ab 1927).

## Umbau, Umnummerierung und Verbleib
Zwölf C-Wagen baute die Gesellschaft schließlich in den Jahren 1958 bis 1966 wie folgt zu Pionier T.5-Triebwagen beziehungsweise R.1-Beiwagen um, in beiden Fällen erhielten sie dabei neue stählerne Wagenkästen und wurden zur Einrichtungswagen. Parallel zu diesem Umbauprogramm fand im Frühjahr 1964 eine große Umnummerierungsaktion statt. Die letzten acht damals noch nicht umgebauten Wagen erhielten dabei die neuen Nummern 3–10 zugeteilt, wobei nur bei zwei Wagen die neue Nummer überliefert ist: 
| 04: |                              | ab Frühjahr 1964 neue Nummer 6                    |                                                  |
| 08: |                              | ab Frühjahr 1964 neue Nummer 10                   |                                                  |
| 11: |                              | ab Frühjahr 1964 neue Nummer 3, 4, 5, 7, 8 oder 9 | noch 1964 zu R.1 umgebaut und in 24 umnummeriert |
| 17: | 1958 zu Pionier T.5 umgebaut | ab Frühjahr 1964 neue Nummer 143                  |                                                  |
| 64: | 1962 zu R.1 umgebaut         | ab Frühjahr 1964 neue Nummer 21                   |                                                  |
| 65: | 1962 zu R.1 umgebaut         | ab Frühjahr 1964 neue Nummer 22                   |                                                  |
| 66: | 1963 zu R.1 umgebaut         | ab Frühjahr 1964 neue Nummer 23                   |                                                  |
| 67: |                              | ab Frühjahr 1964 neue Nummer 3, 4, 5, 7, 8 oder 9 | noch 1964 zu R.1 umgebaut und in 26 umnummeriert |
| 68: |                              | ab Frühjahr 1964 neue Nummer 3, 4, 5, 7, 8 oder 9 | noch 1964 zu R.1 umgebaut und in 25 umnummeriert |
| 69: |                              | ab Frühjahr 1964 neue Nummer 3, 4, 5, 7, 8 oder 9 | noch 1964 zu R.1 umgebaut und in 27 umnummeriert |
| 70: |                              | ab Frühjahr 1964 neue Nummer 3, 4, 5, 7, 8 oder 9 | 1966 zu R.1 umgebaut und in 28 umnummeriert      |
| 71: |                              | ab Frühjahr 1964 neue Nummer 3, 4, 5, 7, 8 oder 9 | 1966 zu R.1 umgebaut und in 29 umnummeriert      |
| 72: | 1960 zu Pionier T.5 umgebaut | ab Frühjahr 1964 neue Nummer 149                  |                                                  |
| 73: | 1960 zu Pionier T.5 umgebaut | ab Frühjahr 1964 neue Nummer 150                  |                                                  |

Nachdem die C-Wagen ursprünglich auf allen Linien anzutreffen waren, verkehrten sie 1964 – zusammen mit den beiden baugleichen AII-Beiwagen – nur noch auf der Ringlinie 7 nach Fratelia. Sie wurde seit ihrer 1958 erfolgten Umstellung auf Ringverkehr im Einrichtungsverkehr betrieben, wobei die Beiwagen ihre beidseitigen Einstiege behielten. Wie die beiden AII-Wagen wurden auch die verbliebenen C-Wagen ab 1964 als Typ R.2 bezeichnet.
Mit Ende des Modernisierungsprogramms verblieben 1966 lediglich die beiden Wagen 6 (ehemals 4) und 10 (ehemals 8) im Urzustand. Sie wurden noch im gleichen Jahr auf die Linie 4 in die Mehala umgesetzt, für welche die Straßenbahngesellschaft damals vier festgekuppelte Dreiwagenzüge bildete. In zwei von ihnen dienten die letzten beiden C-Wagen als Mittelbeiwagen, während für die anderen zwei die beiden AII-Wagen verwendet wurden. Wagen 6 lief fortan zwischen den beiden F-Wagen 103 und 104, Wagen 10 entsprechend zwischen den beiden Fa-Wagen 107 und 108. 
Schon im Frühjahr 1969 wurden die letzten beiden C-Wagen auf der Linie 4 wieder entbehrlich und wurden durch die Pionier T.5-Triebwagen 143 (statt Wagen 10) und 144 (statt Wagen 6) ersetzt, die damals zu antriebslosen Mittelbeiwagen umgebaut wurden. Anschließend wandelte die Straßenbahngesellschaft beide Wagen für das im Juli 1969 stattfindende Jubiläum 100 Jahre Pferdebahn zu Pferdebahnwagen um, weil damals kein originaler Pferdebahnwagen mehr vorhanden war. Dazu entfernte man ihnen – wie bei einem Sommerwagen – die Seitenscheiben und spannte für die Fahrt im Jubiläumskorso je zwei Pferde vor. Des Weiteren erhielten die Wagen damals auch eine neue Dachverblechung, welche das originale Laternendach verdeckte. Statt ihrer bisherigen Betriebsnummern trugen sie die Aufschrift 1869 1969 und darunter das Eigentumsmerkmal T.C.T. Einer der beiden Wagen wurde anschließend verschrottet, während der andere noch beim 110-jährigen Jubiläum im Jahr 1979 erneut als Pferdebahnwagen eingesetzt wurde. 1989 war dieser noch vorhanden, wurde aber später ebenfalls verschrottet. Somit blieb kein einziger der 14 C-Wagen erhalten.